# Новое Средневековье
Новое Средневековье — концепция, используемая рядом авторов для описания истории XXI века, как футуристический сценарий, подразумевающий возврат человечества к тем или иным нормам, практикам, социальным или технологическим чертам, характерным для Средневековья. Получила широкое распространение в начале XXI века. При этом разными авторами предполагаемое Новое Средневековье оценивается по-разному, как негативно, так и позитивно: либо как упадок цивилизации, либо, напротив, как новые возможности.
Впервые идея Нового Средневековья была высказана ещё Новалисом в 1799 году в речи «Христианство или Европа». Детальную разработку концепция получила у Бердяева в одноимённой книге «Новое средневековье» (1924). В середине XX века концепция разрабатывалась П. А. Сорокиным, Г. П. Щедровицким и А. А. Зиновьевым.
Широкую известность идея Нового Средневековья получила после публикации эссе Роберто Вакки «Ближайшее средневековое будущее» (1973). В дискуссии о Новом Средневековье приняли участие Умберто Эко с эссе «Средние века уже начались» и Ульрих Бек. Концепция оказала влияние на постапокалиптический жанр в литературе и кинематографе.
Политическую футурологию и образ политического будущего в свете Нового Средневековья разрабатывал Джон Грей в работе «Поминки по Просвещению», где он описал, каким мог бы выглядеть мир после провала либеральной демократии.